# Eden Lost
Eden Lost (auf Deutsch Verlorenes Paradies) ist eine spanische Hard-Rock/Heavy-Metal-Band, die 1999 in Madrid gegründet wurde.

## Bandgeschichte
1999 wurde Eden Lost von Javier Nieto und Jesus Laso gegründet. Später stießen noch Carlos Luján, Javier Gallego, Enrique Moreno und Ignacio Prieto zur Gruppe hinzu.
Ursprünglich auf andere Musikstile ausgerichtet, konzentrierte sich die Combo nach einiger Zeit auf klassischen Hard Rock. Schon bald fuhren sie Erfolge, wie beispielsweise die Erstplatzierung beim „1st Version Contest“ ein. Anschließend spielten sie zahlreiche Konzerte in lokalen Clubs. 2005 veröffentlichte Eden Lost dann ein erstes Mock-Up, Road of Desire, das vier Tracks umfasste, und als Prolog zu ihrem ersten offiziellen Album dienen sollte. Road of Desire verkaufte sich vor allem in Deutschland und Japan erstaunlich gut, wo es auch von der Fachpresse überraschend gute Kritiken erhielt. Die Zeitschrift Metal Express bezeichnete den Song Only Girls als „ein Song mit Hitpotential“ und verglich Eden Lost sogar mit Bon Jovi.
In den Folgejahren tourte Eden Lost durch Spanien und trat mit Acts wie Bob Catley oder auch der Norwegischen Band TNT auf.
Seit 2011 gibt die Band mit veränderter Besetzung Konzerte. Unter anderem wechselte die Besetzung am Bass und am Schlagzeug. Dort spielen nun Santi Hernéndez und Jorge de la Cuerda. Mit dieser neuen Besetzung veröffentlichte die Band wenig später die Single Ready to Rock welche als Vorschau für ein neues Album geplant war. Wenige Monate später, am 29. Februar 2012, wird Breaking the Silence veröffentlicht. Kurze Zeit nach dem Album-Release verkündet Gitarrist Javier Nieto sein Ende bei Eden Lost. Nieto wird von Sänger Ignacio Prieto ersetzt, welcher von diesem Zeitpunkt an auch den Platz an der Gitarre übernimmt. Einige Monate später verließ auch Javier Gallego die Besetzung und wurde durch den Keyboarder Luis F. Blanca ersetzt. Derzeit wirbt die Gruppe weiterhin für Breaking the Silence und bereitet sich auf die Veröffentlichung eines kommenden Titels vor.

## Diskografie
- 2005: Road of Desire (Demo, AOR Heaven)
- 2012: Breaking the Silence (Vaso Music)